# Allenrolfea
Genre
Allenrolfea est un genre de plantes de la famille des Amaranthaceae.
Son nom honore la mémoire du botaniste anglais Robert Allen Rolfe (1855-1921). Elle était classée autrefois dans la famille, désormais invalide, des Chenopodiaceae.

## Liste d'espèces
Selon BioLib (10 décembre 2019) et ITIS (10 décembre 2019) :
- Allenrolfea occidentalis (S. Wats.) Kuntze

Selon Catalogue of Life (10 décembre 2019) et The Plant List (10 décembre 2019) :
- Allenrolfea occidentalis (S.Watson) Kuntze
- Allenrolfea patagonica (Moq.) Kuntze
- Allenrolfea vaginata (Griseb.) Kuntze

Selon Tropicos (10 décembre 2019) :
- Allenrolfea mexicana Lundell
- Allenrolfea occidentalis (S. Watson) Kuntze
- Allenrolfea patagonica (Moq.) Kuntze
- Allenrolfea vaginata (Griseb.) Kuntze